# レッドモンレーヴ
レッドモンレーヴ（欧字名:Red Mon Reve、2019年2月17日 - ）は、日本の競走馬。2023年の京王杯スプリングカップの勝ち馬である。
馬名の意味は、冠名＋私の夢（フランス語）。

## 戦績
2021年12月5日、中京競馬場第5レースの2歳新馬戦（芝2000m）で、クリストフ・ルメールを背にデビューし2着。3週間後、再びルメールとのコンビで臨んだ2歳未勝利戦（中山芝1800m）で初勝利を収めた。
3歳シーズンは重賞初挑戦となる共同通信杯より始動し6着。その後は条件クラスに戻り、長期休養を挟みつつ2勝を挙げた。なおこの長期休養中、藤沢和雄調教師の定年引退により蛯名正義厩舎に転厩となっている。
4歳となった2023年、初戦・1月29日の3勝クラス・節分ステークスを勝利し、晴れてオープン入り。久々の重賞挑戦で出走した4月1日のダービー卿チャレンジトロフィーは1番人気に支持され、後方から上り最速の脚で前方集団に迫ったが、インダストリアの7着に敗北した。次走は5月13日の京王杯スプリングカップに出走。スタートをきっちりと決めて道中は中団後方で脚を溜め、直線で外から末脚を伸ばし各馬を鮮やかに差し切り重賞初制覇を飾ると共に、安田記念の優先出走権を手にした。管理する蛯名調教師も重賞初制覇となった。

## 競走成績
以下の内容は、JBISサーチ、netkeiba.comの情報に基づく。
| 競走日     | 競馬場 | 競走名       | 格   | 距離（馬場）  | 頭 数 | 枠 番 | 馬 番 | オッズ （人気） | 着順 | タイム （上り3F） | 着差 | 騎手          | 斤量 [kg] | 1着馬（2着馬）         | 馬体重 [kg] |
| ---------- | ------ | ------------ | ---- | ------------- | ----- | ----- | ----- | --------------- | ---- | ----------------- | ---- | ------------- | --------- | ---------------------- | ----------- |
| 2021.12.05 | 中京   | 2歳新馬      |      | 芝2000m（良） | 6     | 1     | 1     | 003.50（2人）   | 02着 | R2:03.4（34.6）   | -0.0 | 0C.ルメール   | 55        | シェルビーズアイ       | 492         |
| 0000.12.28 | 中山   | 2歳未勝利    |      | 芝1800m（良） | 16    | 4     | 7     | 002.90（1人）   | 01着 | R1:50.3（34.7）   | -0.2 | 0C.ルメール   | 55        | （スパイダーゴールド） | 494         |
| 2022.02.13 | 東京   | 共同通信杯   | GIII | 芝1800m（稍） | 11    | 6     | 7     | 022.90（7人）   | 06着 | R1:48.7（34.8）   | -0.8 | 0戸崎圭太     | 56        | ダノンベルーガ         | 490         |
| 0000.02.27 | 中山   | 3歳1勝クラス |      | 芝1600m（良） | 10    | 7     | 7     | 001.80（1人）   | 01着 | R1:35.4（34.4）   | -0.1 | 0川田将雅     | 56        | （ゴーゴーユタカ）     | 492         |
| 0000.10.30 | 東京   | レジェンドTC | 2勝  | 芝1600m（良） | 13    | 8     | 12    | 003.70（2人）   | 01着 | R1:32.6（33.3）   | -0.2 | 0川田将雅     | 55        | （ティーガーデン）     | 506         |
| 0000.11.19 | 東京   | 秋色S        | 3勝  | 芝1600m（良） | 16    | 4     | 8     | 004.30（2人）   | 02着 | R1:32.0（33.4）   | -0.0 | 0戸崎圭太     | 56        | ジャスティンスカイ     | 504         |
| 2023.01.29 | 東京   | 節分S        | 3勝  | 芝1600m（良） | 12    | 4     | 4     | 002.00（1人）   | 01着 | R1:33.6（33.1）   | -0.2 | 0川田将雅     | 57        | （ルーカス）           | 510         |
| 0000.04.01 | 中山   | ダービー卿CT | GIII | 芝1600m（良） | 16    | 2     | 3     | 002.80（1人）   | 07着 | R1:33.6（33.0）   | -0.4 | 0川田将雅     | 56        | インダストリア         | 510         |
| 0000.05.13 | 東京   | 京王杯SC     | GII  | 芝1400m（良） | 18    | 6     | 12    | 005.20（2人）   | 01着 | R1:20.3（32.6）   | -0.1 | 0横山和生     | 57        | （ウインマーベル）     | 504         |
| 0000.06.04 | 東京   | 安田記念     | GI   | 芝1600m（良） | 18    | 7     | 13    | 031.9（10人）   | 06着 | R1:32.0（33.5）   | -0.6 | 0横山和生     | 58        | ソングライン           | 506         |
| 0000.10.21 | 東京   | 富士S        | GII  | 芝1600m（良） | 12    | 7     | 9     | 007.50（4人）   | 02着 | R1.31.6（33.7）   | -0.2 | 0横山和生     | 58        | ナミュール             | 506         |
| 0000.11.19 | 京都   | マイルCS     | GI   | 芝1600m（良） | 16    | 6     | 12    | 028.50（8人）   | 09着 | R1:33.0（34.0）   | -0.5 | 0横山和生     | 58        | ナミュール             | 498         |
| 2024.02.25 | 中山   | 中山記念     | GII  | 芝1600m（稍） | 16    | 1     | 1     | 017.20（8人）   | 15着 | R1:50.9（37.2）   | -2.7 | 0横山和生     | 58        | マテンロウスカイ       | 512         |
| 0000.05.11 | 東京   | 京王杯SC     | GII  | 芝1400m（良） | 15    | 3     | 4     | 004.10（2人）   | 02着 | R1:19.7（32.2）   | -0.0 | 0横山和生     | 58        | ウインマーベル         | 512         |
| 0000.06.02 | 東京   | 安田記念     | GI   | 芝1600m（稍） | 18    | 2     | 3     | 036.2（10人）   | 11着 | R1:33.2（33.2）   | -0.9 | 0横山和生     | 58        | ロマンチックウォリアー | 512         |
| 0000.10.19 | 東京   | 富士S        | GII  | 芝1600m（良） | 17    | 5     | 9     | 006.30（3人）   | 09着 | R1:32.8（32.6）   | -0.7 | 0横山和生     | 57        | ジュンブロッサム       | 516         |
| 0000.11.23 | 東京   | キャピタルS  | L    | 芝1600m（良） | 18    | 1     | 1     | 008.10（5人）   | 03着 | R1:32.5（34.1）   | -0.2 | 0T.マーカンド | 58        | ウォーターリヒト       | 514         |
| 0000.12.21 | 京都   | 阪神C        | GII  | 芝1400m（良） | 18    | 8     | 17    | 030.9（10人）   | 16着 | R1:21.0（34.4）   | -0.9 | 0岩田望来     | 58        | ナムラクレア           | 506         |
| 2025.03.01 | 中山   | オーシャンS  | GIII | 芝1200m（良） | 15    | 1     | 1     | 012.30（8人）   | 07着 | R1:08.0（32.3）   | -0.9 | 0田辺裕信     | 57        | ママコチャ             | 522         |
| 0000.05.03 | 東京   | 京王杯SC     | GII  | 芝1400m（良） | 12    | 7     | 10    | 006.50（4人）   | 04着 | R1:18.9（32.4）   | -0.6 | 0M.ディー     | 57        | トウシンマカオ         | 524         |
| 0000.06.08 | 東京   | 安田記念     | GI   | 芝1600m（良） | 18    | 3     | 5     | 059.0（12人）   | 15着 | R1:33.9（35.2）   | -1.2 | 0M.ディー     | 58        | ジャンタルマンタル     | 524         |

- 競走成績は2025年6月8日現在

## 血統表
| レッドモンレーヴの血統                       | レッドモンレーヴの血統                     | レッドモンレーヴの血統                     | （血統表の出典）                           | （血統表の出典）  |
| 父系                                         | キングマンボ系（ミスタープロスペクター系） | キングマンボ系（ミスタープロスペクター系） | キングマンボ系（ミスタープロスペクター系） |                   |
| 父 ロードカナロア 2008 鹿毛 北海道新ひだか町 | 父の父キングカメハメハ 2001 鹿毛           | Kingmambo                                  | Mr. Prospector                             | Mr. Prospector    |
| 父 ロードカナロア 2008 鹿毛 北海道新ひだか町 | 父の父キングカメハメハ 2001 鹿毛           | Kingmambo                                  | Miesque                                    |                   |
| 父 ロードカナロア 2008 鹿毛 北海道新ひだか町 | 父の父キングカメハメハ 2001 鹿毛           | *マンファス                                | *ラストタイクーン                          | *ラストタイクーン |
| 父 ロードカナロア 2008 鹿毛 北海道新ひだか町 | 父の父キングカメハメハ 2001 鹿毛           | *マンファス                                | Pilot Bird                                 |                   |
| 父 ロードカナロア 2008 鹿毛 北海道新ひだか町 | 父の母レディブラッサム 1996 鹿毛           | Storm Cat                                  | Storm Bird                                 | Storm Bird        |
| 父 ロードカナロア 2008 鹿毛 北海道新ひだか町 | 父の母レディブラッサム 1996 鹿毛           | Storm Cat                                  | Terlingua                                  |                   |
| 父 ロードカナロア 2008 鹿毛 北海道新ひだか町 | 父の母レディブラッサム 1996 鹿毛           | *サラトガデュー                            | Cormorant                                  | Cormorant         |
| 父 ロードカナロア 2008 鹿毛 北海道新ひだか町 | 父の母レディブラッサム 1996 鹿毛           | *サラトガデュー                            | Super Luna                                 |                   |
| 母 ラストグルーヴ 2010 鹿毛                  | 母の父ディープインパクト 2002 鹿毛         | *サンデーサイレンス                        | Halo                                       | Halo              |
| 母 ラストグルーヴ 2010 鹿毛                  | 母の父ディープインパクト 2002 鹿毛         | *サンデーサイレンス                        | Wishing Well                               |                   |
| 母 ラストグルーヴ 2010 鹿毛                  | 母の父ディープインパクト 2002 鹿毛         | *ウインドインハーヘア                      | Alzao                                      | Alzao             |
| 母 ラストグルーヴ 2010 鹿毛                  | 母の父ディープインパクト 2002 鹿毛         | *ウインドインハーヘア                      | Burghclere                                 |                   |
| 母 ラストグルーヴ 2010 鹿毛                  | 母の母エアグルーヴ 1993 鹿毛               | *トニービン                                | *カンパラ                                  | *カンパラ         |
| 母 ラストグルーヴ 2010 鹿毛                  | 母の母エアグルーヴ 1993 鹿毛               | *トニービン                                | Severn Bridge                              |                   |
| 母 ラストグルーヴ 2010 鹿毛                  | 母の母エアグルーヴ 1993 鹿毛               | ダイナカール                               | *ノーザンテースト                          | *ノーザンテースト |
| 母 ラストグルーヴ 2010 鹿毛                  | 母の母エアグルーヴ 1993 鹿毛               | ダイナカール                               | シャダイフェザー                           |                   |
| 母系(F-No.)                                  | (FN:パロクサイド(GB)系(FN:F8-f))           | (FN:パロクサイド(GB)系(FN:F8-f))           | (FN:パロクサイド(GB)系(FN:F8-f))           |                   |
| 5代内の近親交配                              | Northern Dancer S5×M5                      | Northern Dancer S5×M5                      | Northern Dancer S5×M5                      |                   |
| 出典                                         | 1.                                         | 1.                                         | 1.                                         | 1.                |

- ダイナカール一族の一頭である。
- 伯父母：アドマイヤグルーヴ（エリザベス女王杯連覇）、フォゲッタブル（ステイヤーズステークス・ダイヤモンドステークス）、ルーラーシップ（クイーンエリザベス2世カップ）、グルヴェイグ（マーメイドステークス）
- 従兄弟：ドゥラメンテ（皐月賞・東京優駿）、アンドヴァラナウト（ローズステークス）
- その他：グルーヴィット （中京記念）、ジュンライトボルト（チャンピオンズカップ）、ローシャムパーク（函館記念・オールカマー）